# 콤프턴 산란
콤프턴 산란(Compton scattering)이란 X선이나 감마선의 파장을 가진 광자가 전자와 상호작용하여 에너지를 잃는 비탄성 산란 과정이다. 1923년 아서 콤프턴이 최초로 이론적으로 설명하였다. 콤프턴 산란 실험은 빛이 파동-입자 이중성을 따른다는 사실을 보여준다. 콤프턴 산란과는 반대로 광자가 에너지를 얻는 과정을 역 콤프턴 산란(inverse Compton scattering)이라 부른다.

## 역사
20세기 초까지, 엑스선과 물질의 반응에 대한 연구가 진행되어 왔다. 특정 에너지의 엑스선 빔을 원자를 향해 쏘면, 엑스선은 원자 안에 있는 전자와 상호작용하여 산란된다. 고전 전자기학에 따르면, 산란된 광선의 파장이 초기 입사된 파장과 같아야 한다. 또한 광자의 에너지는 파장에 반비례하므로, 이는 완전 탄성 산란(에너지 교환이 없는 산란)이며 이를 톰슨 산란(Thomson scattering)이라 한다.
그러나 실험을 통해 산란된 광선의 파장이 처음 입사된 광선의 파장보다 더 길다는 사실이 입증되었다. 즉, 전자와 광자 사이에 약간의 에너지 교환이 존재한다.
1923년 아서 콤프턴은 양자역학과 상대성 이론을 사용하여 이 현상을 이론적으로 설명하였고, 이를 실험을 통해 확인하였다. 1925년에 콤프턴의 학생이었던 우유쉰(중국어 정체자: 吳有訓, 간체자: 吴有训, 병음: Wú Yǒuxùn, 영어: Y. H. Woo)이 콤프턴 공식을 더 정밀한 실험을 통해 확연히 입증하였다. 콤프턴은 이 발견으로 1927년 노벨 물리학상을 수상하였다.

## 전개

파장 λ의 광자가 왼쪽에서 들어와서 정지한 물체와 충돌한 후에, 파장 λ′인 새로운 광자가 각도 θ로 나타난다.

파장 {\displaystyle \lambda }인 광자가 입사하여 산란각 {\displaystyle \theta }의 방향으로 파장 {\displaystyle \lambda '}을 가지고 산란된다고 하자. 그렇다면 이들은 다음과 같은 관계를 만족한다.
{\displaystyle \lambda '-\lambda ={\frac {h}{m_{\mathrm {e} }c}}(1-\cos {\theta }),}
여기서 {\displaystyle \lambda _{\mathrm {e} }=h/m_{\mathrm {e} }c}는 전자의 콤프턴 파장으로, 대략
{\displaystyle \lambda _{\mathrm {e} }=2.43\times 10^{-12}\,{\text{m}}}
이다. 파장의 변화 {\displaystyle \Delta \lambda =\lambda '-\lambda }는 콤프턴 이동(Compton shift)라고 한다. 콤프턴 이동은 최소는 0에서 (θ = 0°인 경우), 최대는 전자의 콤프턴 파장의 두 배이다(θ = 180°인 경우).
콤프턴은 어떤 X선의 경우 큰 각도로 산란되는데도 불구하고 파장의 변화가 없다는 것을 발견하였다. 이러한 경우, 광자는 전자를 방출시키지 못한다. 그래서, 파장 변화의 크기는 전자의 콤프턴 파장과 관련되지 않고, 10,000배 이상 작은 전체 원자의 콤프턴 파장과 관련이 된다.

### 산란 공식의 유도
파장 λ인 광자 γ 가 원자 안의 정지한 전자e를 향한다.
충돌은 전자를 방출시키며, 파장 λ' 인 새로운 광자 γ' 가 각 θ로 나타난다.
e′를 충돌후의 전자라고 하자.
에너지 보존 법칙으로부터,
{\displaystyle E_{\gamma }+E_{e}=E_{\gamma '}+E_{e'}.\!}
콤프턴은 광자가 운동량을 가진다고 가정하고,
운동량 보존 법칙에서, 입자들의 운동량은 다음과 같이 표현된다.
{\displaystyle \mathbf {p} _{\gamma }=\mathbf {p} _{\gamma '}+\mathbf {p} _{e'},}
초기 전자의 운동량은 0으로 가정하였다.
광자의 에너지는 파장으로 나타낼수 있으므로,
{\displaystyle E_{\gamma }=hf\!}
{\displaystyle E_{\gamma '}=hf'\!}
여기에서 h는 플랑크 상수이다.
상대론적 에너지-운동량 관계에 의하면, 전자의 에너지는 다음과 같다.
{\displaystyle E_{e}=m_{e}c^{2}\!}
{\displaystyle E_{e'}={\sqrt {(p_{e'}c)^{2}+(m_{e}c^{2})^{2}}}.}
에너지 보존 법칙에 위 식을 적용하면 다음과 같다.
{\displaystyle hf+m_{e}c^{2}=hf'+{\sqrt {(p_{e'}c)^{2}+(m_{e}c^{2})^{2}}}.\,}
정리하면,
{\displaystyle p_{e'}^{\,2}c^{2}=(hf+m_{e}c^{2}-hf')^{2}-m_{e}^{2}c^{4}.\qquad \qquad (1)\!}

500 keV 인 광자와 전자의 콤프턴 산란.

운동량 보존 법칙에 의해 다음 과정이 성립한다.
{\displaystyle \mathbf {p} _{e'}=\mathbf {p} _{\gamma }-\mathbf {p} _{\gamma '}.}
그리고, 스칼라 곱 연산을 이용한다.
{\displaystyle {\begin{aligned}p_{e'}^{\,2}&=\mathbf {p} _{e'}\cdot \mathbf {p} _{e'}=(\mathbf {p} _{\gamma }-\mathbf {p} _{\gamma '})\cdot (\mathbf {p} _{\gamma }-\mathbf {p} _{\gamma '})\\&=p_{\gamma }^{\,2}+p_{\gamma '}^{\,2}-2p_{\gamma }\,p_{\gamma '}\cos \theta .\end{aligned}}}
정리하면 다음과 같다.
{\displaystyle p_{e'}^{\,2}c^{2}=p_{\gamma }^{\,2}c^{2}+p_{\gamma '}^{\,2}c^{2}-2c^{2}p_{\gamma }\,p_{\gamma '}\cos \theta .}
광자의 진동수와 운동량은 관계는 pc = hf이므로,
{\displaystyle p_{e'}^{\,2}c^{2}=(hf)^{2}+(hf')^{2}-2(hf)(hf')\cos {\theta }.\qquad \qquad (2)}
식 1 과 2 로부터,
{\displaystyle (hf+m_{e}c^{2}-hf')^{2}-m_{e}^{\,2}c^{4}=\left(hf\right)^{2}+\left(hf'\right)^{2}-2h^{2}ff'\cos {\theta }.\,}
{\displaystyle 2hfm_{e}c^{2}-2hf'm_{e}c^{2}=2h^{2}ff'\left(1-\cos \theta \right).\,}
그러고 나서, 양변을 2hff′mec로 나누면,
{\displaystyle {\frac {c}{f'}}-{\frac {c}{f}}={\frac {h}{m_{e}c}}\left(1-\cos \theta \right).\,}
fλ = f′λ′ = c 이므로,
{\displaystyle \lambda '-\lambda ={\frac {h}{m_{e}c}}(1-\cos {\theta }).\,}

## 관련된 효과
광자가 전자 대신 원자핵에 산란하는 과정을 "핵 콤프턴 산란"로 부르기도 한다.
만일 광자가 낮지만 충분한 에너지를 가지고 있을 경우 (일반적으로 가시광선과 엑스선 영역에 해당하는 수 eV에서 keV), 콤프턴 산란 대신 원자로부터 전자를 방출시킬 수 있다. 이 과정은 광전 효과라고 알려져 있으며 아인슈타인이 이론적으로 설명했다. 에너지가 높은 광자들은 (1.022 MeV 이상) 원자핵들과 반응하여 전자와 양전자를 생성할 수도 있다. 이 과정은 쌍생성이라고 불린다.

## 같이 보기
- 콤프턴 감마선 천문대
- 핵 전자파 펄스
- 쌍생성
- 피터 디바이
- 광전 효과
- 복사압